# Sterrofustia
De Sterrofustia is een orde van weekdieren uit de klasse Solenogastres (wormmollusken).

## Families
- Heteroherpiidae Salvini-Plawen, 1978
- Imeroherpiidae Salvini-Plawen, 1978
- Phyllomeniidae Salvini-Plawen, 1978